# Dolivo-Gebäude
Das Dolivo-Gebäude ist ein Bauwerk in Darmstadt.

## Architektur und Geschichte
Das Dolivo-Gebäude wurde in den 1950er-Jahren für die Elektrotechnische Fakultät der Technischen Universität Darmstadt erbaut.
Stilistisch gehört das Gebäude zur Moderne und Nachkriegsmoderne.
Die markante Fassade aus gelben Klinkersteinen ist erhalten geblieben.
Im Inneren des Gebäudes ist der für die 1950er-Jahre typische Terrazzoboden erhalten geblieben.
Zu dem Gebäudekomplex gehört auch das markante Hörsaalgebäude „Hexagon“.
In den 2010er-Jahren wurde das 4170 Quadratmeter große Fachbereichsgebäude saniert.
Benannt wurde das Fachbereichsgebäude nach Michail Dolivo-Dobrowolski.

## Denkmalschutz
Aus architektonischen und stadtgeschichtlichen Gründen steht das Fachbereichsgebäude unter Denkmalschutz.